# アトーン
アトーン （Aaton ）は、フランスのグルノーブルを拠点とする映画カメラ機器製造企業である。
作動が静粛な可搬式カメラであるエクレールを開発した技術者であるジャン＝ピエール・ブービアラによって設立された。

## 概要
初期のいくつかの試作機の後、アトーンLTR 16mmカメラは1970年代後半に市場に投入された。それらは16mmフィルム式カメラの市場で成功を収めた。2007年初頭にネガティブ・プルダウン撮影式の35-IIIの後継機である新型のペネロープと呼ばれる35mmカメラを試験している。
映画におけるタイムコードの先駆者でもある。アトーンコードは最も初期の16mmフィルムのタイムコードを映像製作会社用に映像と音声を同期できるようにタイムコード信号を導入した。

## カメラのモデル

### 16mm
- LTR（1970年代末に発売）
- LTR 54
- A-Minima
- XTR
- X0
- XTR Plus
- XTR Prod
- Xterà

### 35mm
- 35 I
- 35 II
- 35 III
- ペネロープ（2008年10月発売）6Kのデジタルムービーカメラ